# Epilobocerinae
De Epilobocerinae zijn een onderfamilie van krabben (Brachyura) uit de familie Pseudothelphusidae.

## Geslachten
De Epilobocerinae omvatten de volgende geslachten:
- Epilobocera Stimpson, 1860
- Neoepilobocera Capolongo & Pretzmann, 2002